# Uretacris
Uretacris is een geslacht van rechtvleugeligen uit de familie Tristiridae. De wetenschappelijke naam van dit geslacht is voor het eerst geldig gepubliceerd in 1943 door Liebermann.

## Soorten
Het geslacht Uretacris  is monotypisch en omvat slechts de volgende soort:
- Uretacris lilai (Liebermann, 1943)